# Метод Короткова

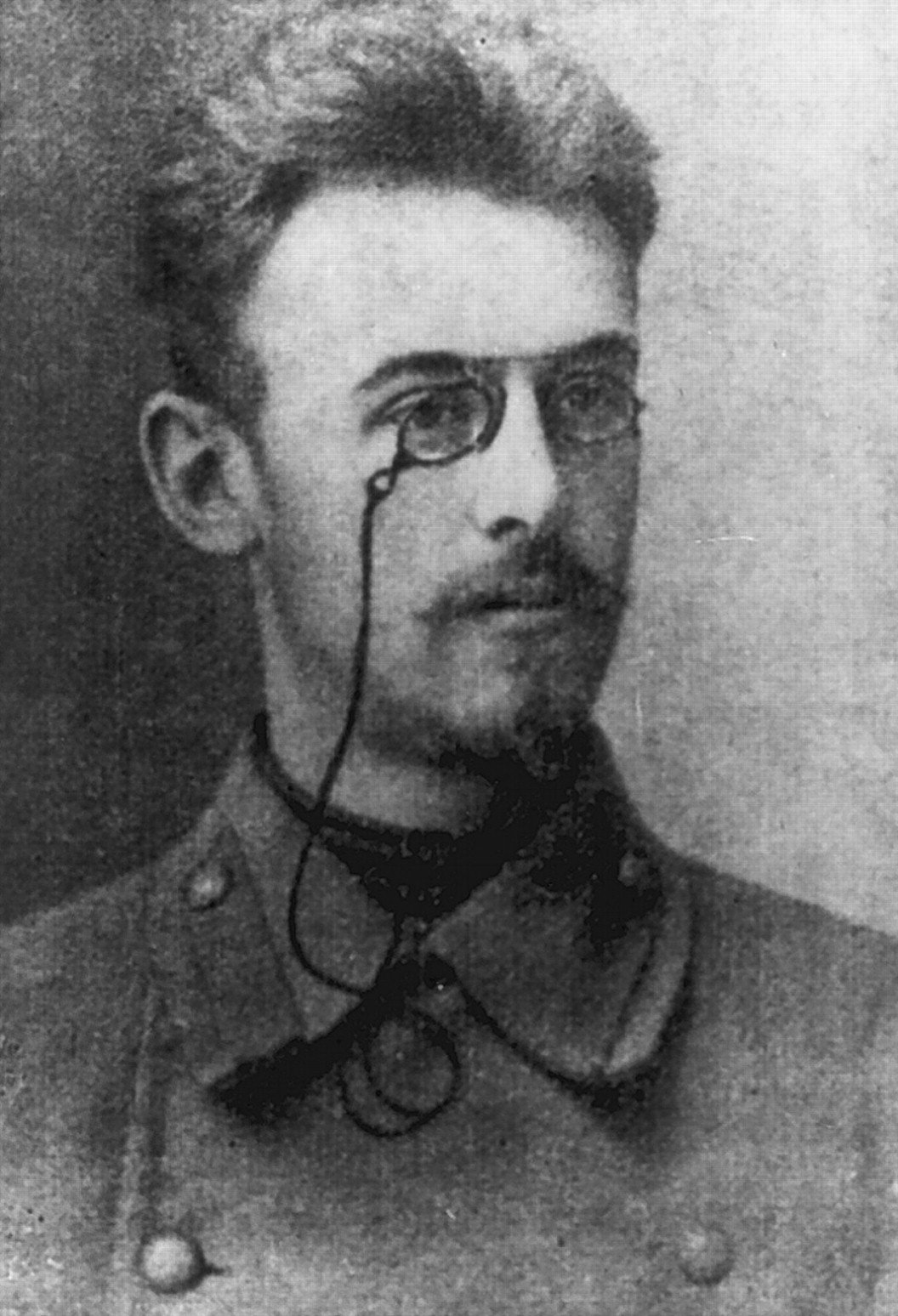
Коротков Николай Сергеевич

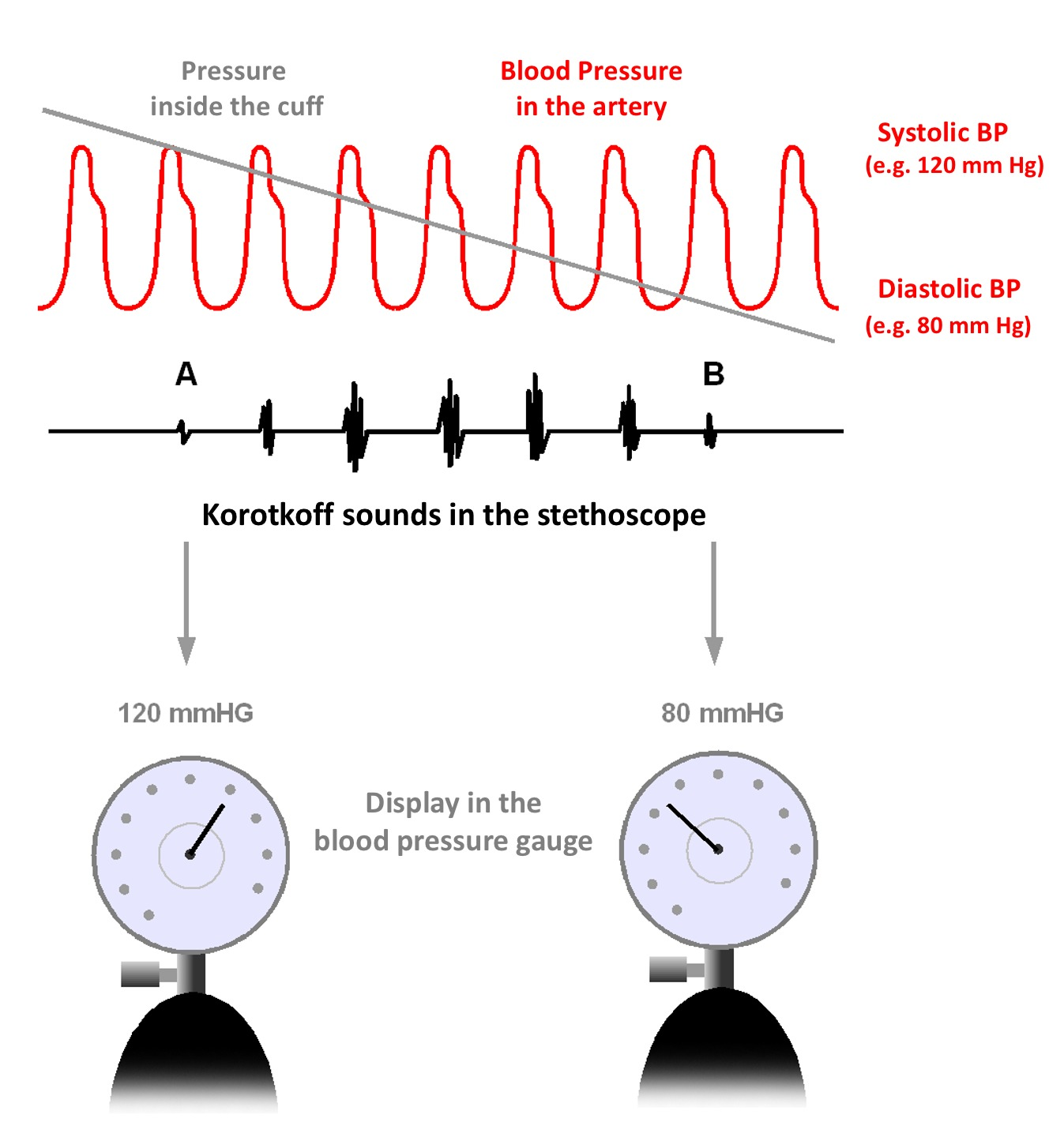
Принцип метода Короткова

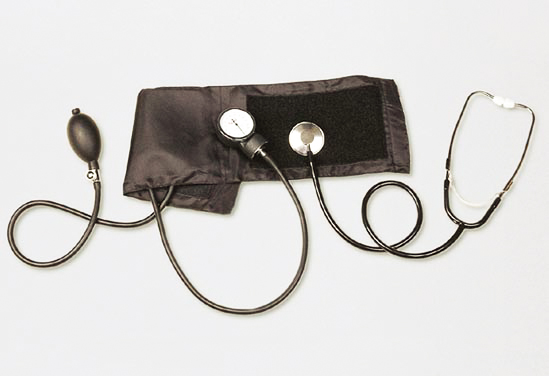
Механический тонометр и стетоскоп для измерения артериального давления по методу Короткова

Ме́тод Ко́роткова — звуковой (аускультативный) метод измерения артериального давления, предложенный русским хирургом Николаем Сергеевичем Коротковым в 1905 году. В настоящее время метод Короткова является единственным официальным методом неинвазивного измерения артериального давления, утверждённым Всемирной организацией здравоохранения в 1935 году.
Измерение давления производится при помощи тонометра (сфигмоманометра), а выслушивание тонов Короткова от пульсирующей пережатой артерии — при помощи стетоскопа.

## История
Н. С. Коротков, работая в Императорской военно-медицинской академии Санкт-Петербурга, в 1905 г. предложил при использовании пальпаторного метода Рива-Роччи применять аускультацию артерий, что позволило гораздо точнее определять систолическое и диастолическое давление.

## Описание
Звуки, слышимые при измерении кровяного давления, отличаются от сердечных, которые обусловлены вибрациями внутри желудочков вследствие закрытия клапанов. Если стетоскоп поместить на проекцию плечевой артерии в локтевой ямке у здорового человека (без болезней артерий), то звука не будет слышно. Во время сердцебиения эти сокращения мягко передаются с помощью ламинарного (нетурбулентного) потока крови через артерии, поэтому звук отсутствует. Аналогично, если манжета сфигмоманометра надета на плечо и накачана выше уровня систолического давления пациента, звук будет отсутствовать. Это обусловлено достаточно высоким давлением в манжете прибора, которое полностью перекрывает кровоток, что похоже на сильное сдавление гибкой трубы.
Если давление падает до уровня, равного систолическому давлению пациента, будет слышен первый тон Короткова. Пока давление в манжете прибора совпадает с давлением, создаваемым сердцем, кровь сможет проходить по плечу в момент систолы, поскольку в этот момент давление в артерии повышается. Кровь в этот момент проходит рывками, поскольку давление в артерии становится даже выше, чем в манжете, а затем падает, пройдя окруженный манжетой участок, вызывая турбулентный поток со слышимым звуком.
Пока давление в манжете находится на уровне между систолическим и диастолическим, будут слышны глухие звуки, поскольку артериальное давление становится то выше, то ниже давления в манжете в разные моменты сердечного цикла.
В конце концов давление в манжете падает еще сильнее, звук изменяется, становится приглушенным и исчезает окончательно. Это происходит из-за того, что давление манжеты стало ниже диастолического, поэтому манжета не создает никаких ограничений для потока крови, который вновь становится плавным, теряет турбулентность и не производит слышимого звука.

## Пять фаз тонов Короткова
Коротков описывает пять фаз тонов:
- I фаза — появление первых постоянных тонов, интенсивность которых нарастает по мере сдувания манжеты. Показание сфигмоманометра на первом тоне соответствует уровню систолического артериального давления.
- II фаза — к тонам прибавляется «дующий» шум.
- III фаза — интенсивность тонов и шумов нарастает и достигает максимума.
- IV фаза — резкое ослабление тонов, пропадает «дующий» шум. Эта фаза может использоваться для определения диастолического артериального давления у тех пациентов, у которых V фаза тонов отсутствует (тоны слышны вплоть до нулевой отметки сфигмоманометра). Среди таких пациентов могут быть: дети до 12—14 лет[3], беременные женщины, люди с гипертиреозом, аортальной недостаточностью, высоким минутным объёмом сердца[3], повышенной температурой тела.
- V фаза — исчезновение тонов. Показание сфигмоманометра на последнем тоне соответствует уровню диастолического артериального давления[4].

## Внешние ссылки
- Демонстрация звуков Короткова, обучающие упражнения для измерения АД методом Короткова.